# Дослід Ламмерта
До́слід Ла́ммерта — фізичний експеримент 1929 року, поставлений німецьким фізиком-експериментатором Бертольдом Ламмертом для підтвердження розподілу Максвелла.

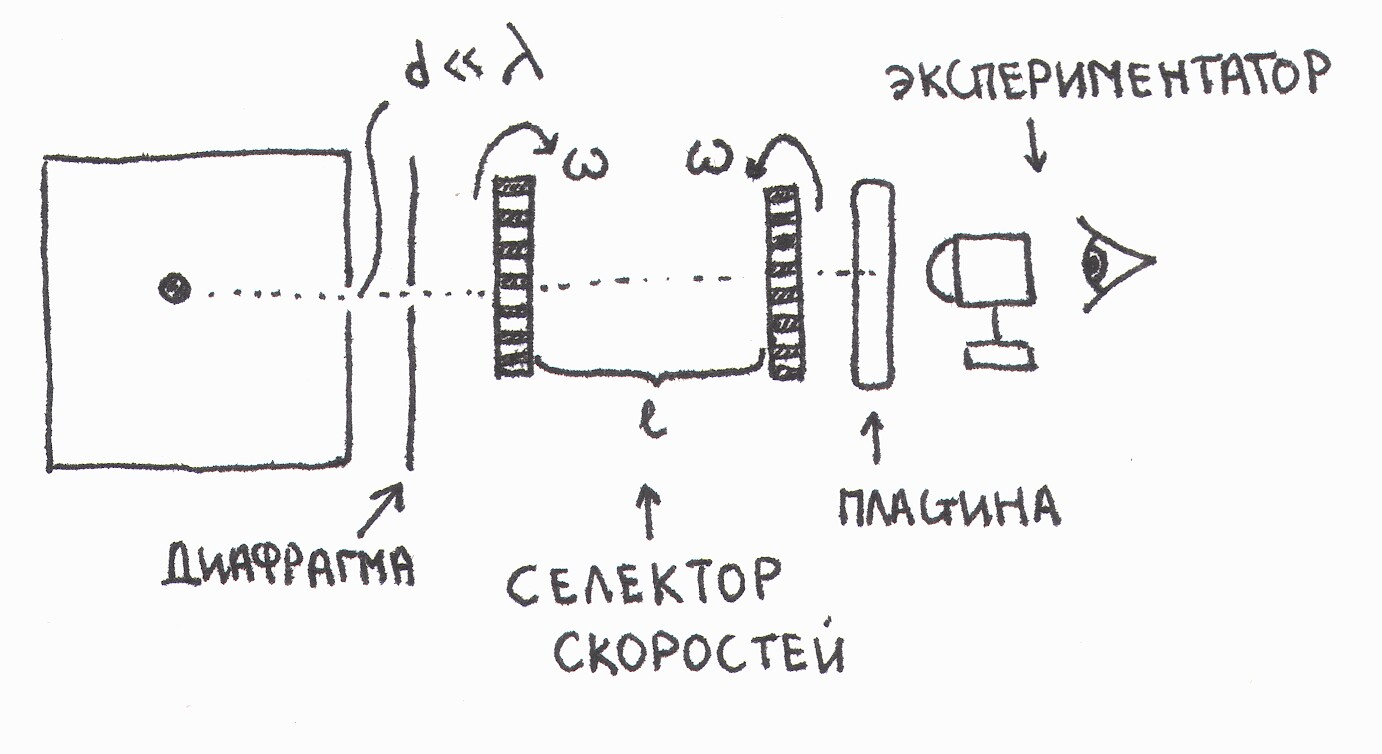
Дослід Ламмерта

У досліді використовується ящик із газом, молекули якого вилітають через отвір назовні. Діаметр отвору набагато менший від довжини вільного пробігу молекул, молекул у ящику багато, так що виліт частини з них не змінює розподілу за швидкостями всередині ящика. Колеса селектора, на поверхні яких є виступи, що пропускають або зупиняють молекули, які летять, обертаються з кутовою швидкістю {\displaystyle \omega }. Так, подолавши перше колесо, молекула летить відстань {\displaystyle l} до другого, яке за цей час повертається на кут {\displaystyle \alpha }. Виконується співвідношення:
{\displaystyle {\frac {l}{v}}={\frac {\alpha }{\omega }}}
Так, регулюючи {\displaystyle l}, {\displaystyle \alpha } і {\displaystyle \omega }, можна пропускати лише молекули з певною швидкістю {\displaystyle v}. Молекули, що пролетіли через друге колесо, залишають слід на пластині. Провівши експеримент для різних значень {\displaystyle v} можна отримати експериментальну картину розподілу швидкостей у досліджуваному газі.
Результатом експерименту було підтвердження розподілу Максвелла зі значно більшою точністю, ніж у досліді Штерна 1920 року, який давав наближені відомості про характер розподілу. Схема експерименту подібна до досліду, який 1927 року провів американський фізик-експериментатор Джон Елдридж, проте визнано, що саме дослід Ламмерта експериментально підтвердив розподіл Максвелла.